# Jakab Singer
Jakab Singer (n. 3 decembrie 1867, Kazincbarcika, Borsod-Abaúj-Zemplén, Ungaria – d. 7 noiembrie 1939, Timișoara, România) a fost un prim-rabin, autor religios evreu și orientalist.

## Biografie
S-a născut la Sajókazinc, actualmente parte din Kazincbarcika.
Între 1885 și 1895, a fost student la Facultatea de Litere a Universității din Budapesta și la Institutul Național de Formare Rabinică. A obținut doctoratul în litere la aceeași instituție; în 1895 a fost învestit ca rabin. A fost rabin la Csurgó și Szentes, iar din 1897 a fost rabin, apoi prim-rabin în Timișoara, la Sinagoga din Fabric; în sinagoga proiectată de Lipót Baumhorn, "a maghiarizat amvonul". În timpul Primului Război Mondial, a servit și ca rabin de la front.
El a fondat Societatea Literară Israelită Maghiară din Timișoara și a fost membru în consiliul director al acesteia până la moartea sa. De asemenea, a fost membru al Societății de Istorie și Arheologie a Sudului Ungariei. A călătorit în Orientul Mijlociu alături de Ármin Vámbéry, învățând limba turcă, arabă și tătară. A devenit un cunoscut cercetător internațional al istoriei evreilor din Banat și al tradițiilor sefarde. Numeroasele sale articole și studii au apărut în publicațiile din Timișoara, concentrându-se în special asupra trecutului comunității evreiești din Banat.
În cadrul publicațiilor Asociației Rabinice Transilvanene și Bănățene, în volumele intitulate "Közlemények I" și "Közlemények II" (Timișoara, 1934; Timișoara, 1939), el a publicat studiile intitulate Diego d’aquillar – egy marranus története (în traducere: „Diego d'aquillar - o poveste marrană”), Szefárd zsidó szokások és hagyományok (în traducere: „Obiceiuri și tradiții sefarde”) și A Farchi család (în traducere: „Familia Farchi”).

## Lucrări
- Jóna próféta, tekintettel mondáira (Budapesta, 1894);
- A dömmék (Budapest, 1895);
- Avatóbeszéd a Temesvár-gyárvárosi templom felavatásakor (Bonyhád, 1899);
- Adatok a bánsági zsidók történetéhez a XVIII. században (in: Emlékkönyv Bloch Mózes tiszteletére. Budapesta, 1905);
- Temes megye és a zsidók polgárosítása (Budapesta, 1907);
- A munka áldása (Timișoara, 1907);
- A temesvári zsidók az 1848–49-es szabadságharcban (Történelmi és Régészeti Értesítő 1913/3–4);
- A Temesvár-gyárvárosi izraelita nőegylet hetvenöt éves története (Timișoara, 1921);
- A Maskil el Dol hatvanéves története (Timișoara, 1922);
- A temesvári rabbik a XVII. és XVIII. században (Seini, 1928).